# Otherside/愛が止まるまでは
「Otherside/愛が止まるまでは」（アザーサイド/あいがとまるまでは）は、SMAPの55枚目（最後）のシングル。2015年9月9日にビクターエンタテインメントから発売された。

## 概要
「Otherside」の作曲は、前年発売の53枚目シングル「Top Of The World」を手掛けたMIYAVI。「愛が止まるまでは」の作詞作曲は、「indigo la End」「ゲスの極み乙女。」の川谷絵音。
本作は、通常盤、初回限定盤A、初回限定盤Bの3形態で発売される。初回限定盤Aには「Otherside」のミュージック・ビデオを収録したDVD、初回限定盤Bには「愛が止まるまでは」のミュージック・ビデオを収録したDVDが付属する。通常盤には初回盤A・B未収録の楽曲「Breaking Dawn」が収録されている。
また9月9日のCDデビュー記念日にシングルを発売するのは、1995年の「どんないいこと」以来20年ぶりとなる。
2016年はシングルが1枚も発売されないまま同年末をもって解散した為、本作が事実上のラストシングルとなった。

## メディアでの使用
- 「Otherside」は関西テレビ･フジテレビ系『SMAP×SMAP』のテーマソング。
- 「愛が止まるまでは」はメンバーの香取慎吾が出演していたJAグループみやぎ・宮城県米穀周年供給需要拡大推進協議会「宮城米 ごはんマネージャーGM」のCMソング（2015年10月8日～2017年3月31日）。

## チャート成績
- 2015年9月21日付のオリコンチャートで、初週15.0万枚を売り上げて初登場1位を獲得した。22作連続、通算33作目の首位獲得となった。また、自身の「デビューからの連続TOP10入り作品数」をデビュー曲から55作連続、通算55作に更新した[5]。

## 収録曲

### CD

#### 通常盤・初回限定盤A
※は通常盤のみ収録。
1. Otherside
作詞:Leo Imai, 作曲・編曲:MIYAVI, 編曲:鈴木Daichi秀行
  - フジテレビ系「SMAP×SMAP」テーマソング
2. 愛が止まるまでは
作詞・作曲:川谷絵音, 編曲:鈴木Daichi秀行
  - 香取慎吾出演 JAグループ宮城「みやぎ米 ひとめぼれ」キャンペーンソング
3. Breaking Dawn※
作詞・作曲:MiNE, 作曲:Susumu Kawaguchi, 作曲・編曲:Atsushi Shimada
4. Otherside（back track）
5. 愛が止まるまでは（back track）
6. Breaking Dawn（back track）※

#### 初回限定盤B
1. 愛が止まるまでは
2. Otherside
3. 愛が止まるまでは（back track）
4. Otherside（back track）

### DVD

#### 初回限定盤A
1. Otherside（Music Video）

#### 初回限定盤B
1. 愛が止まるまでは（Music Video）

## 演奏[6]
- MIYAVI：Guitar ＆ Programming（#1）
- BOBO：Drums（#1）
- 鈴木正則：Trumpet（#1）
- 竹上良成：Tenor Sax ＆ Baritone Sax（#1）
- 佐藤洋樹：Trombone（#1）
- 小田原友洋：Chorus（全曲）
- 鈴木Daichi秀行
  - Bass（#1）
  - Guitar（#2）
  - Programming（#1.2）
- 山内"masshoi"優：Drums（#2）
- TABOKUN：Bass（#2）
- はらかなこ：Piano（#2）
- Atsushi Shimada：Programming（#3）